# Mentalita
Mentalita je povaha a způsob myšlení, duševní a duchovní uzpůsobení jednotlivce nebo skupiny závislé na individuálních dispozicích, věku, výchově, tradici, společenských podmínkách nebo pracovním zařazení.
Mentalita je projevem osobní vyzrálosti a schopnost určitým způsobem reagovat na vnější podněty, ale i vnitřní stavy jedince nebo skupiny. Reflektuje duševní rozpoložení, postoje, názory, osobní dispozice. Mentalita jedince je blízká pojmům temperament a životní postoj, tyto pojmy se někdy užívají zaměnitelně.
V oblasti skupin mluvíme o mentalitě národů, mentalitě týmů. Popisem mentality dokážeme podchytit vzorce chování, které od daného jedince nebo skupiny můžeme očekávat: mentalita úspěchu, mentalita vítěze, mentalita lídra, mentalita obchodníka, mentalita manažera apod. Z pohledu historického vývoje společnosti zmiňují některé zdroje i mentalitu doby, která popisuje základní, např. sociální vazby, právní pořádek, ekonomický systém aj. Karl Lamprecht se zabýval reflexí dějin pomocí mentalit (Dějiny mentalit). V současnosti se trénink mentality využívá ve sportu i firemním managementu.